# Ак-Терек (Джаны-Арыкский айылный аймак)
Ак-Терек (кирг. Ак-Терек) — село в Кара-Сууском районе Ошской области Кыргызстана. Входит в состав Джаны-Арыкского айылного аймака.

## География
Село расположено в северо-западной части области, на левом берегу реки Куршаб, на расстоянии приблизительно 23 километров (по прямой) к юго-востоку от города Кара-Суу, административного центра района. Абсолютная высота — 1040 метров над уровнем моря.

## Население
Согласно оценочным данным Национального статистического комитета Кыргызской Республики, численность населения села на начало 2023 года составляла 1120 человек.
| год     | 2009 | 2014 | 2015 | 2020 | 2021 | 2023 |
| ------- | ---- | ---- | ---- | ---- | ---- | ---- |
| человек | 226  | 919  | 869  | 1160 | 1085 | 1120 |